# Drepanogynis subochrea
Drepanogynis subochrea là một loài bướm đêm trong họ Geometridae.